# 元明善

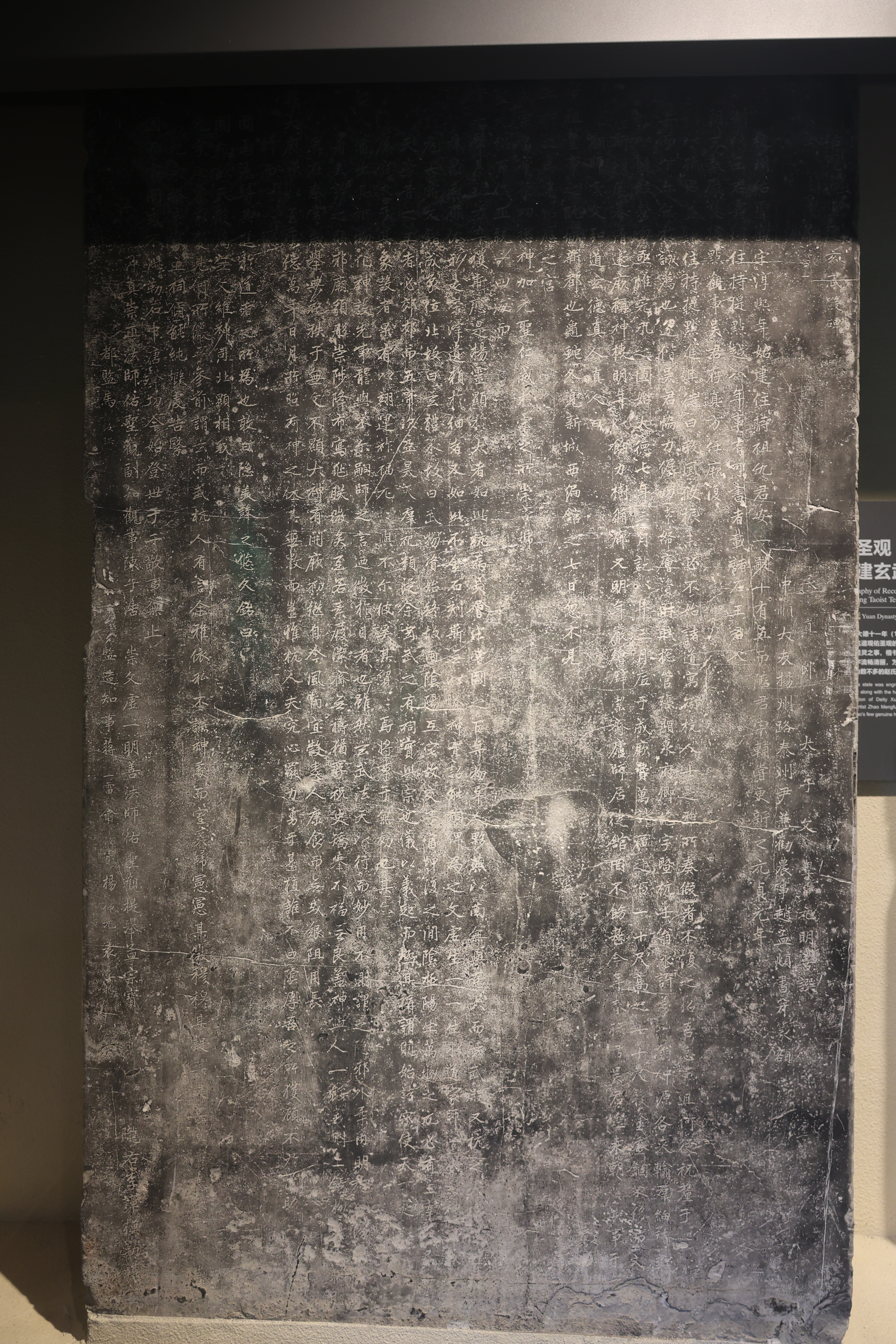
由元明善撰文，趙孟頫書寫的《重修佑聖觀玄武殿碑》，今在杭州孔廟碑林。

元明善（1269年—1332年），字复初，大名清河人（今河北大名）。元朝政治家、文学家。

## 家庭背景
元明善是北魏皇室后裔，原本世居于河南洛阳附近。元明善的曾祖元兴在世期间，迁居到大名居住。元明善的祖父名叫元海，还金末元初的战乱之时，曾经短暂地摄理地方民政。元明善的父亲名叫元贡，少年时就读书，因此的到任用。在元王朝统一中国之后，他南下做官，在杭州担任在城酒使司知事，后来又担任卢沥盐场管勾。这些都是负责理财的官员。
至元二十六年（公元1289年），已经离任的元贡在苏州去世。

## 出仕
元明善的父亲去世后，元明善可能是为了奔丧为来到吴中（即苏州），在处理完丧事之后游历。由于元明善的文章写得好，因此得到了当地士人的赞誉，因此被推荐为江南地区的学官。最初是在安丰路（安徽寿县）做学正，后来调任到建康路（江苏南京）。
董士选担任江西行省左丞的时候，听说了元明善的才华，便把他征召到南昌，担任江西行省掾。任上，元明善随同董士选一同平定了江西的刘六十（刘贵）之乱。此后，元明善又担任了御史台江南行台掾，调任中央后担任中书左曹掾。
在江西任职期间，元明善遇到了著名的理学家吴澄。元明善向他请教《春秋》中的道理，得到了吴澄的解答，对吴澄的学识和见解非常钦佩，因此便把自己当做吴澄的弟子。
元武宗即位之后，元仁宗成为太子，居东宫，征召元明善做太子文学。仁宗即位之后，便任命他进入翰林院，先后担任了翰林待制和翰林直学士。后来又担任礼部尚书，又任命为湖广行省参知政事。元英宗即位之后，将他召回京中，担任翰林学士。
武宗、仁宗、英宗在位期间，他参与了《成宗实录》《仁宗实录》的修撰。
至治二年，元明善去世，被追赠为河南行省左丞，追封爲清河郡公，谥号文敏。
著有各类文234篇、诗163首，今天只存留了25篇文章和21首诗。文集《清河集》，今佚。清人辑录了《藕香零拾》，共有七卷。

## 延伸阅读
[在维基数据编辑]
 《元史·卷181》，出自宋濂《元史》